# André Louis Elisabeth Marie Briche
Pour les articles homonymes, voir Briche.
André Louis Elisabeth Marie Briche, né le 12 août 1772 à Neuilly-sous-Clermont et mort le 21 mai 1825 à Marseille, dans les Bouches-du-Rhône, est un  général français.

## Biographie

### Du simple cavalier au major de hussards
Cavalier dans le 1er régiment de chasseurs à cheval le 1er avril 1790, il obtient le grade de sous-lieutenant le 15 septembre 1791 et fait la campagne de l'armée du Nord en 1792. Lieutenant le 1er avril 1793, il continue de servir à la même armée jusqu'à l'an VI, devient capitaine le 25 ventôse an III et passe à l'état-major général en qualité d'adjoint le 28 germinal an VI. Il est par la suite détaché pendant six mois en Vendée au cours de l'an II et est compris le 26 frimaire an IV dans la réforme du 4e escadron de son régiment. C'est à cette époque qu'il obtient du général Moreau l'autorisation de servir à la suite de son corps jusqu'au 1er vendémiaire an VI.
Passé avec son grade à l'état-major de l'armée d'Italie le 28 germinal de la même année par ordre du général Leclerc, Briche est placé le 15 ventôse an VII dans le 11e régiment de hussards, avec lequel il se fait remarquer à la bataille de la Trebbia en couvrant la retraite de l'armée avec une poignée d'hommes de toutes armes qu'il est parvenu à rallier. Il se distingue également à la bataille de Marengo le 14 juin 1800. Au passage du Mincio, il capture un major et plusieurs cavaliers autrichiens, ce qui incite le général en chef Murat à le nommer chef d'escadron provisoire le 11 prairial an X. Le gouvernement confirme cette nomination le 23 frimaire an X. Major du 9e hussards le 6 brumaire an XII, Briche devient chevalier de la Légion d'honneur le 4 germinal suivant. 

### Sous l'Empire

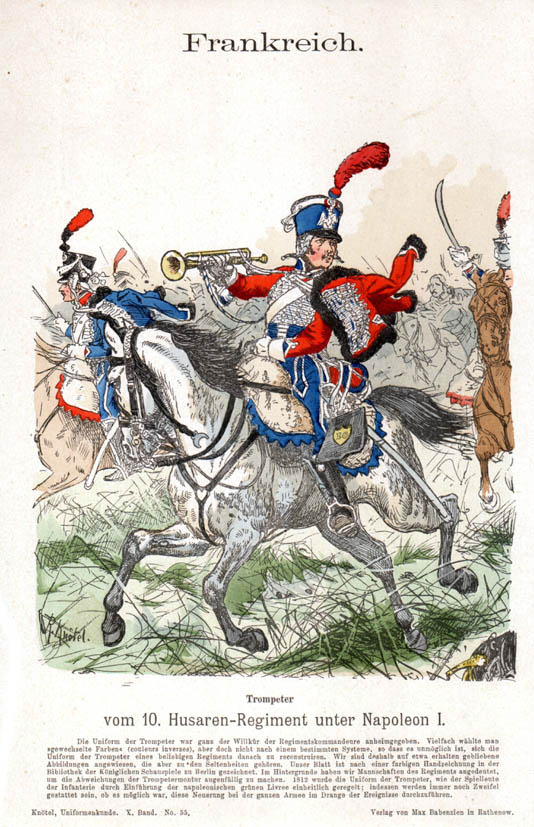
Le 10e régiment de hussards à la charge, par Richard Knötel. Briche est colonel de cette unité pendant trois ans, de 1806 à 1809.

Nommé colonel du 10e régiment de hussards le 13 janvier 1806, il fait avec ce corps les campagnes de la Grande Armée de 1806 à 1807. Lors de la bataille de Saalfeld le 11 octobre 1806, apercevant le 9e hussards ramené par les Prussiens, Briche ordonne la charge et sème le désordre dans la colonne adverse à laquelle il prend deux canons. Le prince Louis-Ferdinand de Prusse est tué au cours de l'engagement. Le 10e hussards combat peu après à Iéna. Quelques jours plus tard, informé que le régiment de dragons prussiens de la Reine s'est mis en mouvement pour venir le surprendre dans ses cantonnements près de Torn, il rassemble son régiment et parvient à infliger une défaite aux cavaliers ennemis après leur avoir coupé la retraite. En Pologne, il soutient sa réputation et devient officier de la Légion d'honneur le 14 mai 1807.
Envoyé en Espagne, Briche arrive assez tôt pour prendre une part importante au siège de Saragosse. Après la chute de la place le 21 février 1809, il est chargé du commandement d'un détachement composé du 10e hussards et de deux bataillons du 26e de ligne, avec lequel il doit rétablir les communications entre l'armée du Midi et celle de la Catalogne, depuis Fraga jusqu'à Wals. Briche s'acquitte de cette opération difficile et Napoléon Ier, informé de ce succès, lui confère le 15 août le titre de baron de l'Empire avec dotation et le grade de général de brigade le 17 septembre 1809.
Durant la bataille d'Ocaña, le 18 novembre suivant, il charge les Espagnols avec quatre régiments de cavalerie légère et culbute l'aile droite de leur ligne. Au mois de février 1810, il fait partie du 5e corps de l'armée d'Espagne et combat le 13 septembre de l'année suivante à Fuente de Cantos où, à la tête de sa brigade forte de 2 700 chevaux, il met en déroute les Espagnols et les Portugais auxquels il prend 500 hommes dont le colonel du régiment Infante, de nombreux officiers et six pièces d'artillerie avec leurs attelages et leurs caissons. Le 6 janvier 1811, il chasse de Mérida la cavalerie espagnole et, après avoir nettoyé la rive droite de la Guadiana, pousse sa colonne jusque sur Albuquerque, atteint l'arrière-garde ennemie à la Bótoa et la met en déroute. Le 20 du même mois, placé en observation à Talaveira-la-Roa, il est attaqué inopinément par les Espagnols mais parvient à les repousser sur Badajoz. Le 19 février suivant, le général Briche contribue au gain de la bataille de Gebora et est cité honorablement dans le rapport du maréchal Mortier.
Briche se signale de nouveau à la bataille d'Albuera le 16 mai, au cours de laquelle il est chargé du commandement de la cavalerie légère. S'étant porté à l'extrême-droite de l'armée pour reprendre un pont dont la possession a permis aux Anglo-Espagnols de tourner les troupes françaises de ce côté, il attaque à l'aube les avant-postes anglais en avant du ruisseau Albuera et parvient à les rejeter au-delà du pont. Le 20 du même mois, Napoléon lui accorde la croix de commandeur de la Légion d'honneur. Au commencement du mois d'octobre 1811, sa brigade fait partie d'une colonne dirigée par le général Gérard, qui parcourt le pays entre la Guadiana et le Tage, et contribue à refouler le corps du général Castaños au Portugal.
Mis en disponibilité le 16 janvier 1812, il est appelé le 23 octobre suivant au commandement de la brigade du premier ban, qui vient d'être organisée dans la capitale. Le 18 janvier 1813, l'Empereur lui confie le commandement et la formation de la cavalerie qui doit faire partie du corps d'observation de l'armée d'Italie, stationné à Vérone. Employé en avril de la même année au 4e corps de la Grande Armée, il en commande l'avant-garde et exécute à la bataille de Lützen une charge habile contre l'aile gauche des Alliés. À l'issue de la bataille de Dresde, où il perd quasiment toute sa brigade, Napoléon donne à Briche le commandement d'une division de cavalerie wurtembergeoise.
Général de division le 19 novembre suivant et placé à la tête de la 5e division de grosse cavalerie du 5e corps de réserve, il reçoit à la même époque la croix de l'ordre du Mérite militaire du Wurtemberg.
La campagne de France en 1814 lui permet de s'illustrer à nouveau sur le champ de bataille. Le 9 janvier, le duc de Bellune, maréchal Victor, qui souhaite s'établir à Épinal, Rambervillers et Saint-Dié, envoie Briche avec sa division de dragons pour chasser les coalisés de ces positions. Le général parvient à s'emparer de Rambervillers après un combat de quelques heures et la division ennemie, poursuivie sur deux lieues, laisse sur le champ de bataille 300 tués, blessés ou prisonniers. Il se distingue d'une manière particulière aux combats de Saint-Dié le 10 janvier. Le 12, il chasse les alliés de Saint-Mihiel. Le 29, il inquiète la cavalerie du général Pahlen en retraite sur Brienne et lui enlève quelques prisonniers. À la bataille de La Rothière, le 1er février, la division Briche inflige de lourdes pertes aux Alliés mais doit suivre le mouvement de retraite. Le 4, le général Michel, soutenu par la division de dragons de Briche, surprend les alliés à Saint-Thiébault et les repousse vigoureusement jusqu'à Saint-Parres-lès-Vaudes, malgré la supériorité de leurs forces. À la fin de l'action, Briche tombe sur les Autrichiens, en tue une centaine et leur fait 150 prisonniers. Le 27, au second combat de Bar-sur-Aube, il chasse du village de Villars la cavalerie légère du prince de Wurtemberg et la force à se replier sur son infanterie.

### Au service du roi
Le 18 juin 1814, Louis XVIII le nomme inspecteur général de cavalerie dans la 14e division militaire, le chargeant en outre de l'organisation du régiment de cuirassiers d'Angoulême et du 9e de chasseurs à cheval. Il lui donne également la croix de Saint-Louis le 19 juillet suivant. Il commande la 2e subdivision de la 9e division militaire de Montpellier à partir du 1er janvier 1815, lorsque est connue la nouvelle du débarquement de Napoléon Ier revenu de l'île d'Elbe. Le ministre de la Guerre donne l'ordre au général Briche de se rendre à Nîmes où le duc d'Angoulême a son quartier général. Le prince le laisse dans cette ville à la tête des troupes qui s'y trouvent, mais ces dernières se rallient à Napoléon malgré les efforts de Briche pour les conserver à la cause du pouvoir royal. Il manque d'être massacré par ses propres soldats le 3 avril et voit ses épaulettes et ses décorations arrachées. L'Empereur le destitue de ses fonctions par un décret du 16 avril.
Appelé au commandement de la 9e division militaire après la deuxième abdication de Napoléon, Briche est nommé commandeur de Saint-Louis le 3 mai 1816 et fait partie du conseil de guerre chargé de juger le général Mouton-Duvernet. Il préside la même année le collège électoral du département du Gard et reçoit de Louis XVIII le titre de vicomte, sur proposition du duc de Feltre alors ministre de la Guerre. Le roi, pour le dédommager de ses pertes, lui accorde par ailleurs une indemnité de 3 000 francs. Compris dans le cadre de l'état-major général de l'armée le 30 décembre 1818, il conserve le commandement de la 9e division militaire qu'il échange le 23 janvier 1821 pour celui de la 4e. Il est fait grand officier de la Légion d'honneur le 1er mai suivant.
Mis en disponibilité le 13 juillet 1822 et réemployé le 12 février 1823, il est finalement placé à la tête de la 8e division militaire avant de mourir à Marseille le 21 mai 1825. Son nom est inscrit sur le côté sud de l'arc de triomphe de l'Étoile, à Paris.

## Armoiries
| Figure | Blasonnement |
|        | Armes du baron de Briche et de l'Empire (décret du 19 mars 1808, lettres patentes du 15 octobre 1809 (Quartier général Impérial de Schönbrunn)) Coupé le premier parti d'or à deux têtes de cheval de sable et de gueules, au signe des barons tirés de l'armée ; le deuxième d'azur à deux fasces d'argent superposées, chargées de deux chevrons superposés d'or, accompagnés de trois molettes aussi d'or., Livrées : bleu, jaune, rouge et noir. |

## Sources
- « Cote LH/363/46 », base Léonore, ministère français de la Culture
- « André Louis Elisabeth Marie Briche », dans Charles Mullié, Biographie des célébrités militaires des armées de terre et de mer de 1789 à 1850, 1852 [détail de l’édition] ;